# Cherubin (imię)
Cherubin – imię męskie pochodzenia hebrajskiego, por. kerūb, w liczbie mnogiej kerūbīm (co wywodzi się od akadyjskiego karabu – „błogosławić”), oznaczające anioła należącego do najwyższego chóru anielskiego. Notowane w Polsce w Kronice Wincentego Kadłubka, a także w innych źródłach począwszy od 1228 roku i występujące również współcześnie.
Cherubin imieniny obchodzi 17 września, w dzień wspomnienia bł. Cherubina z Avigliany.
Znane osoby noszące imię Cherubin:
- Cherubin (zm. ok. 1180) – biskup poznański, prawdopodobnie od 1172 r.
- Cherubin (zm. ok. 1507) – świątobliwy bernardyn, bakałarz, gwardian
- Cherubin Walenty Kozik (1906–1942) – polski duchowny katolicki, Sługa Boży Kościoła katolickiego

Postaci fikcyjne o imieniu Cherubin:
- Cherubin, paź, chrześniak Hrabiny z Wesela Figara Pierre’a Beaumarchais’go i opery Mozarta skomponowanej na podstawie tej sztuki